# Nokia N71

Nokia N71 este compatibil 3G și este dezvoltat de compania Nokia. Are o cameră de 2 megapixeli cu bliț LED, o cameră secundară, Bluetooth, Infraroșu, radio FM, Nokia Pop-Port și suportă jocuri Java 3D.

## Design
Peste ecran se află un semn Nokia și mai jos este o tastă funcțională care poate fi folosit pentru respingerea apelurilor sau pentru oprirea muzicii, camera secundară VGA și un senzor de lumină ambientală.
Partea din spate are un semn alb Nokia sus și butonul de eliberare capacului bateriei.
Partea de jos din spate a telefonului este din material plastic. Bateria este integrată în capacul de plastic.
Slotul pentru cartela SIM este în partea de sus a bateriei și cardul trebuie să fie împins în interiorul corpului telefonului.
Partea stângă a adăpostește grătar difuzorul și portul infraroșu. Portul infraroșu este în partea de sus și difuzorul este situat în partea de jos. Partea dreaptă laterală a telefonului este gol. 
Partea de jos a aparatului are butonul pentru pornire/oprire și permite schimbarea profilului.
În partea de sus se află mecanismul de deschidere, conectorul Pop-Port și slotul miniSD pentru card de memorie. 

## Multimedia
Camera este de 2 megapixeli cu rezoluția de 1600 x 1200 pixeli alături de un bliț LED. 
Camera secundară este VGA care poate fi folosită pentru apeluri video sau autoportrete.
Înregistrarea video se realizează la rezoluția CIF (352 x 288 pixeli) în format MP4 sau 3GP.
Playerul video este Real Player. N71 are radio FM și aplcația Visual Radio.

## Conectivitate
Bluetooth este versiunea 1.2 și este compatibil cu difuzorul automobilului și suportă un receptor GPS extern.
Nokia Pop-Port este în partea de sus. N71 este livrat cu un adaptor audio de 3.5 mm integral pentru a permite conectarea căștilor proprii.
Oferă un port infraroșu. Conexiunea de date se poate realiza prin GPRS, EDGE sau UMTS.
Clientul de e-mail sprijină protocoalele POP3, IMAP și SMTP.

## Caracteristici
- Ecran TFT de 2.4 inchi cu rezoluția de 240 x 320 pixeli
- Radio FM Stereo și aplicația Visual Radio
- Procesor ARM 9 tactat la 220 MHz
- Slot card miniSD
- Camera foto de 2 megapixeli cu bliț LED
- Înregistrare video CIF
- Bluetooth 1.2
- Nokia Pop-Port
- Port Infraroșu
- Browserul suportă WAP 2.0/xHTML și HTML
- Sistem de operare Symbian OS 9.1 S60 UI
- QuickOffice Viewer